# Culture apicole dans les arbres
La culture apicole dans les arbres englobe des savoir-faire, des pratiques et des traditions, liés à l’élevage d’Abeille mellifère dans des ruches installées dans les troncs d’arbre en hauteur ou au sol dans des zones forestières. 
En Biélorussie, un peu plus de 150 familles, principalement aux environs de Leltchytsy dans la région de Polésie, au sud de la Biélorussie sont engagées dans la culture apicole. La culture apicole dans les arbres est inscrite en 2020 sur la liste représentative du patrimoine culturel immatériel par l'UNESCO pour la Biélorussie et pour la Pologne. C'est la quatrième pratique protégée inscrite au nom de la Biélorussie, et la deuxième au nom de la Pologne.

## Histoire
La culture apicole dans les arbres est une tradition unique est pratiquée dans la région de Polésie, au sud de la Biélorussie depuis le XVIe siècle sans interruption. La transmission de l’élément s’effectue au sein des familles d’apiculteurs et des confréries.

## Description
La culture apicole dans les arbres exige des savoir-faire et des outils spécifiques, c’est pourquoi les apiculteurs s’instruisent tout au long de leur vie. À la différence des autres apiculteurs, ces apiculteurs traditionnels n’ont pas pour objectif la production intensive de miel, ils élèvent les abeilles de façon particulière: ils s’efforcent de recréer leurs conditions de vie primitives sans nuire à leur cycle biologique naturel. L’élément est associé à de nombreuses pratiques sociales mais aussi à diverses traditions culinaires et médicinales.